# Nealcidion furciferum
Nealcidion furciferum es una especie de escarabajo longicornio del género Nealcidion, tribu Acanthocinini, subfamilia Lamiinae. Fue descrita científicamente por Bates en 1881.

## Descripción
Mide 7,4 milímetros de longitud.

## Distribución
Se distribuye por Guatemala y Honduras.